# Lago String
El lago String es un pequeño lago de Estados Unidos, situado en el estado de Wyoming.

## Geografía
El lago se encuentra en el Parque nacional de Grand Teton. Está situado en la salida del lago Leigh. Una pequeña zona de los humedales se encuentra en el noroeste del lago y es hábitat del alce. Un corto arroyo de 800 metros conecta el lago String con el lago Jenny en el sur. Se puede llegar fácilmente al lago en coche a través de diversos senderos que llevan desde la zona de aparcamiento al lago. El lago tiene una longitud de 2,1 kilómetros y una anchura máxima de 320 metros.